# Елізабет-стріт (Мангеттен)
Елізабет-стріт (англ. Elizabeth Street) — вулиця зі сходу на захід у Нижньому Мангеттені в Нью-Йорку.
Елізабет-стріт — вулиця на Мангеттені, Нью-Йорк, яка проходить з півночі на південь паралельно Бауері та на захід від неї. Ця вулиця є популярною торговою смугою в нейборгудах Ноліта на Мангеттені.
Південна частина Елізабет-стріт була побудована в 1755 році. 
У 1816 році вона була розширена на північ до Блікер-стріт.
Наприкінці 19-го та на початку 20-го століть Елізабет-стріт була заповнена багатоквартирними будинками, в основному населеними сицилійськими іммігрантами, що зробило вулицю частиною колишньої Маленької Італії нижнього Мангеттена.
До кінця 20-го століття багато китайських іммігрантів переїхали на Елізабет-стріт, на південь від вулиці Кенмар, утворивши китайський квартал Манхеттена. Північна частина проходить через сучасні райони Сохо та Ноліта.

## Маленька Сицилія

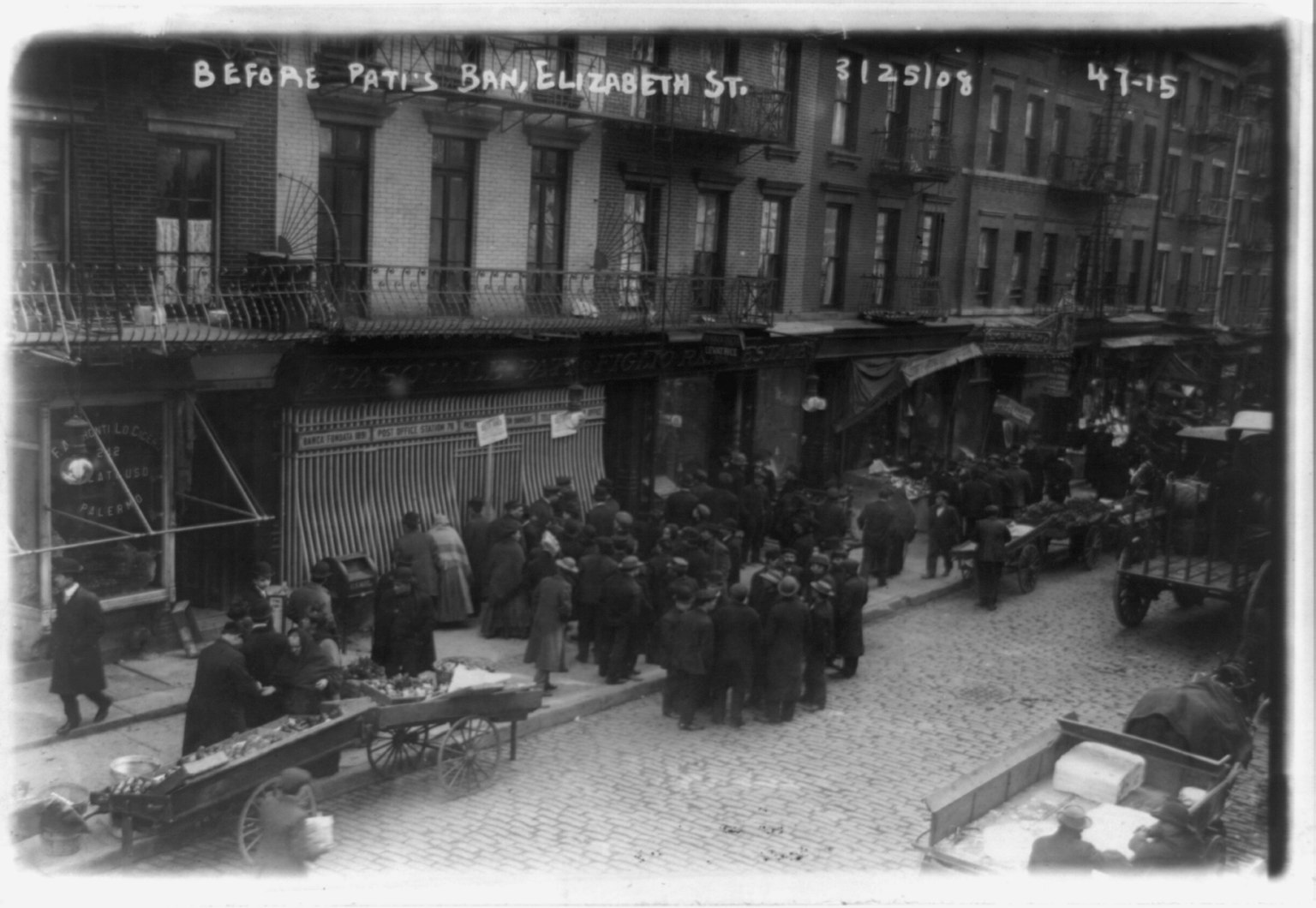
Елізабет-стріт 1908 рік

Під час розпалу італійської імміграції до Сполучених Штатів Америки між 1880-ми і 1940-ми роками багато сицилійських іммігрантів оселилися разом на Елізабет-стріт. Багато з цих іммігрантів приїхали з рибальських міст, таких як Кастелламмаре-дель-Гольфо, Шакка, Палермо, Мессіна та Катанія. Свого часу Елізабет-стріт була домом для найбільшої конгрегації сицилійськомовних за межами Сицилії. У 1950-х роках після Другої світової війни багато з цих сицилійських іммігрантів переїхали з Елізабет-стріт в інші частини Нью-Йорка, такі як Бенсонгерст, Бруклін, Стейтен-Айленд та інші частини території трьох штатів, такі як Вестчестер, Лонг-Айленд і Нью Джерсі.